# جولي فيرغسون
جولي فيرغسون (بالإنجليزية: Julie Ferguson)‏ (10 فبراير 1979 بغلاسكو في المملكة المتحدة - ) هي لاعبة كرة قدم بريطانية في مركز الدفاع. شاركت مع منتخب اسكتلندا لكرة القدم للسيدات. أما مع النوادي، فقد لعبت مع نادي غلاسكو سيتي وMotherwell F.C. Women ‏ وHibernian W.F.C. ‏ وFlorida Atlantic Owls ‏ وCeltic F.C. Women ‏.

## وصلات خارجية
- جولي فيرغسون على موقع الاتحاد الأوربي (الإنجليزية)
- جولي فيرغسون على موقع قاعدة بيانات كرة القدم.إي يو (الإنجليزية)